# هاينريش فرانز فريدريش تيتز
هاينريش فرانز فريدريش تيتز (بالألمانية: Heinrich Franz Friedrich Tietze) (31 أغسطس 1880-17 فبراير 1964) كان عالم رياضيات نمساوي، المشهورة بنظرية امتداد تيتز على الدوال من الفراغات الطوبولوجية إلى الأعداد الحقيقية. كما طور تحولات تيتز للعروض الجماعية، وكان أول من طرح مشكلة تماثل المجموعة. سمي الرسم البياني لتيتز باسمه أيضًا؛ يصف حدود التقسيم الفرعي لشريط موبيوس إلى ست مناطق متجاورة، وجدها تيتز كجزء من امتداد مبرهنة الألوان الأربعة للأسطح غير القابلة للتوجيه.

## التعليم والوظيفة
كان تيتز ابن إميل تيتز وحفيد فرانز ريتر فون هاور، وكلاهما جيولوجيان نمساويان. ولد في شلاينز بالنمسا والمجر، ودرس الرياضيات في الجامعة التقنية في فيينا ابتداء من عام 1898. بعد دراسات إضافية في ميونيخ، عاد إلى فيينا، وأكمل الدكتوراه في عام 1904 وشهادة التأهل للأستاذية في عام 1908.
من عام 1910 حتى عام 1918 قام تيتز بتدريس الرياضيات في برنو، وتم ترقيته إلى أستاذ عادي في عام 1913. خدم في الجيش النمساوي خلال الحرب العالمية الأولى، ثم عاد إلى برنو، ولكن في عام 1919 تولى منصبًا في جامعة إرلنغن، و ثم في عام 1925 انتقل مرة أخرى إلى جامعة لودفيغ ماكسيميليان، حيث بقي هناك لبقية حياته المهنية. تقاعد تيتز عام 1950، وتوفي في ميونيخ بألمانيا الغربية.

## الجوائز والتكريمات
كان تيتز زميلًا في الأكاديمية البافارية للعلوم وزميلًا في الأكاديمية النمساوية للعلوم.

## المنشورات
- Tietze، Heinrich (1957)، "Über Schachturnier-Tabellen"، Mathematische Zeitschrift، ج. 67، ص. 188، DOI:10.1007/bf01258856، مؤرشف من الأصل في 2023-04-10
- Tietze، Heinrich (1910)، "Einige Bemerkungen zum Problem des Kartenfärbens auf einseitigen Flächen"، DMV Annual Report، مؤرشف من الأصل في 2023-04-07
- Tietze، Heinrich (1915)، "Über Funktionen, die auf einer abgeschlossenen Menge stetig sind"، Journal für die reine und angewandte Mathematik، ج. 145، مؤرشف من الأصل في 2012-07-08
- Über die mit Lineal und Zirkel und die mit dem rechten Zeichenwinkel lösbaren Konstruktionsaufgaben, Mathematische Zeitschrift vol.46, 1940
- mit Leopold Vietoris Beziehungen zwischen den verschiedenen Zweigen der Topologie, Enzyklopädie der Mathematischen Wissenschaften 1929
- Über die Anzahl der stabilen Ruhelagen eines Würfels, Elemente der Mathematik vol.3, 1948
- Über die topologische Invarianten mehrdimensionaler Mannigfaltigkeiten, Monatshefte für Mathematik und Physik, vol. 19, 1908, p.1-118
- Über Simony Knoten und Simony Ketten mit vorgeschriebenen singulären Primzahlen für die Figur und für ihr Spiegelbild, Mathematische Zeitschrift vol.49, 1943, p.351 (Knot theory)
- Tietze، Heinrich (1965) [1959]، Famous problems of mathematics. Solved and unsolved mathematical problems from antiquity to modern times.، New York: Graylock Press، MR:0181558